# Зілино
Зілино (рос. Зилино) — присілок в Питаловському районі Псковської області Російської Федерації.
Населення становить 14 осіб. Входить до складу муніципального утворення Гавровська волость.

## Історія
Від 2015 року входить до складу муніципального утворення Гавровська волость.

## Населення
| 2001 | 2002 | 2010 |
| ---- | ---- | ---- |
| 14   | ↘10  | ↗14  |